# ZanAir
ZanAir is een Tanzaniaanse luchtvaartmaatschappij met haar thuisbasis op Zanzibar.

## Geschiedenis
ZanAir is opgericht in 1992.

## Diensten
ZanAir voert lijnvluchten uit naar (januari 2019): Zanzibar, Dar es Salaam, Pemba (Tanzania), Selous en Arusha. De maatschappij biedt ook chartervluchten naar alle Tanzaniaanse vliegvelden en landingsbanen.

## Vloot
De vloot van ZanAir bestaat uit (januari 2019):
- 1 Cessna 207
- 2 Cessna 208
- 2 Cessna 404